# مراكان
مراكان هي قرية في مقاطعة خوي، إيران. يقدر عدد سكانها بـ 621 نسمة بحسب إحصاء 2016.